# Hélio Lima
Hélio Vitor Luiz da Costa Lima (Rio de Janeiro, 14 de novembro de 1981), conhecido como Hélio, é um basquetebolista brasileiro que defende o São José.

## Títulos
- Campeonato Carioca de Basquete Masculino (2007 e 2008)[2]
- Campeonato Nacional (2008)[2]
- Liga Sul-Americana de Basquete (2009)[2]